# يوسي مزراحي
يوسي مزراحي (بالعبرية: יוסי מזרחי‏) (4 أبريل 1953 بالقدس في إسرائيل - ) هو مدرب كرة قدم ولاعب كرة قدم إسرائيلي في مركز حراسة المرمى. شارك مع منتخب إسرائيل لكرة القدم. أما مع النوادي، فقد لعب مع بيتار القدس وShimshon Tel Aviv F.C. ‏ وHapoel Lod F.C. ‏.

## وصلات خارجية
- يوسي مزراحي على موقع قاعدة بيانات كرة القدم.إي يو (الإنجليزية)